# Fedor Kovářík
Fedor Kovářík (rusky Федор Осипович Коваржик, 21. září 1854 Šťáhlavy – 13. ledna 1937 Brandýs nad Labem) byl český učitel, matematik a organizátor školní výchovy dlouhodobě působící na Ukrajině a v Rusku.

## Životopis
Narodil se ve Šťáhlavech nedaleko Plzně v západních Čechách. Vystudoval reálku v Plzni a poté pražskou německou polytechniku v Praze. V letech 1878 až 1879 pak studoval na kurzech stipendistů Ministerstva školství Ruského impéria na Carské technické škole v Moskvě. Vzpomínky na svůj život zde a zdejší českou a slovenskou diasporu posléze knižně vydal.
Od roku 1880 působil jako učitel: nejprve učitel matematiky a kreslení na reálce Oleksandrovského v Poltavě a od roku 1903 pak jako učitel matematiky v poltavském kadetním sboru. Spolupracoval na vydávání zdejšího Bulletinu experimentální fyziky a elementární matematiky. 6. prosince 1908 mu byl udělen Řád sv. Vladimíra 4. třídy. 17. července 1911 byl na vlastní žádost propuštěn ze služebního poměru, s ponechaným titulem státního poradce a se státním důchodem. 
Téhož roku potom nastoupil jako ředitel chlapeckého gymnázia v Konstantinogradu (později Krasnohrad v Charkovské oblasti) pojmenovaného po rodu Romanovců (později přejmenováno na chlapecké gymnázium T. G. Ševčenka Konstantinograd). Inicioval zde mj. otevření dobře vybavené tělocvičny a zavedení metod české tělovýchovné jednoty Sokol do výuky, např. včetně prvků gymnastiky. Od roku 1912 také vedl pedagogické kurzy v Konstantinogradu. Byl zastáncem metody učení v přírodě a využívání exkurzí jako efektivní metody učení. Stal se iniciátorem zřízení čtyřiceti stipendií po 60 rublech pro studenty kurzů.
Posléze, pravděpodobně po vytvoření Sovětského svazu po roce 1917, se přesunul do Československa. 
Zemřel 13. ledna 1937 v Brandýse nad Labem. Pohřben byl v Poděbradech, jeho hrob se však nezachoval.

### Rodina
Oleksandr Fedorovič Kovářík, učitel gymnastiky na Carském Oleksandrovském gymnáziu v Kyjevě, byl jedním z iniciátorů a členů organizačního výboru první celoruské olympiády v Kyjevě v srpnu 1913. Účastnil se první světové války v řadách ruské carské armády, po vzniku SSSR emigroval a stal se aktivistou emigrantského hnutí bělogvardějců, Žil v Rakousku a Československu.
Volodymyr Fedorovič Kovářík (1887-?), kadet Poltavského kadetního sboru, později Kyjevské vojenské školy. Od roku 1909 podporučík 34. pěšího pluku generála Sevského, od 16. října 1914 byl převelen v hodnosti poručíka k 78. dělostřelecké brigádě. Účastnil se první světové války v řadách ruské carské armády, posléze pak ruské obšanské války. S Wrangelovými jednotkami emigroval do Turecka. Oženil se s Antoninou Ivanovnou Pavlovskou, měli spolu syna Igora. Jeho další osud není znám.

## Dílo
- Kurz projekční kresby (1892, rusky)
- Aritmetický kurz pro střední školy (1906, rusky)
- Zážitky a dojmy ruského Čecha za carství (1932, česky)